# Стадион Бислет
Бислет је вишенаменски спортски стадион у Ослу. То је најпознатија норвешка спортска арена, с 15 светских рекорда у брзом клизању и више од 50 атлетских светских рекорда. Стадион је срушен 2004, а градња новог на истом месту завршена је у лето 2005.
Амерички спортски часопис „Sports Illustrated“ прогласио је 1999. стари стадион Бислет једним од 20 најбољих спортских стадиона у 20. веку..

## Историја
Бислет се налази на месту некадашње циглане из 19. века, коју је 1898. купила општина Кристијана (Осло) и претворила је у спортски терен 1908. Трговац, брзи клизач, гимнастичар и спортски организатор Мартинус Лердал имао је значајну улогу у изградњи прве трибине, која је почела 1917, а завршила 1922. У његову част један од тргова изван стадиона зове се Трг Мартинуса Лердала. Бислет је постао главна норвешка арена за брзо клизање и атлетику 1940. када је архитекта Фроде Ринан завршио нови функционалнији стадион капацитета 20.000 гледалаца. Ринан је такође одговоран за обнову стадиона за Зимске олимпијске игре 1952. у Ослу. На тим играма стадион је угостио нека такмичења у уметничком и брзом клизању. Бислет је од 1965. домаћин Бислет игара, годишњег атлетског митинга у склопу Златне лиге (од 2010: Дијамантске лиге). Домаћин норвешког атлетског првенства био је 18 пута: 1926—1929, 1931—1936, 1938—1939, 1947, 1949, 1951—1952, 1955 и 2006.

## Нови стадион
Такмичења у брзом лизању на Бислету обустављена су 1988, када је одлучено да се прекине производња леда мада стадион у то време није задовољавао међународне захтеве за било који други спорт. Стадион је убрзо покренуо низ расправа и оштрих препирки пред градским већем о одлуци да ли треба бити срушен и обновљен. Посебно је питање хоће ли Бислетт наставити бити домаћин такмичења у брзом клизању
довело до напетости између различитих страна градског већа, остављајући носталгичаре разочаранима када се испоставило да неће бити тако. Брзо клизање постало је све више затворени спортски догађај те га више не би било могуће организовати на стадиону ако он буде оптимизиран за атлетику и фудбал. Стари Бислет био је цењен по архитектури и атмосфери, али и по славној историји. Зато је нови стадион изграђен у рекордном времену, за само 10 месеци. Пројектовала га је данска фирма C. F. Møller Architects. Отворен је за Билсет игре 29. јула 2005.
Нови Бислет испуњава међународне захтеве за атлетска такмичења. Стаза за трчање сада има 8 трака с радијусом кривине од 37,5 м (претходни стадион имао је 6 трака). Стаза је добила сертификат прве класе од ИААФ који дели само неколико других стадиона у северној Европи. Осим тога, постоје и затворени тререни за загријавање испод трибине и за унутрашњи тренинг током зиме, а изградња подземне спортске дворане је у разматрању. Нови радијус кривине омогућио је да димензијефудбалског терена буду 105 x 68 м, што испуњава националне захтеве за организовање фудбалских утакмица у Премијер лиги Норвешке, познатој као Типелига.

## Брзо клизање
Свјетско првенство у брзом клизању на Бислету први пут је одржано 1925, па 1940. Бислет је постао главно место за брзо клизање у Ослу. Једно незванично свјетско првенство непосредно пре почетка Другог светског рата и 11 званичних свјетских првенстава одржано је овде, између 1947. и 1983. Бислет је такође био домаћин 10 европских првенстава.
Највеће такмичење у брзом клизању на Бислету било је оно у склопу Зимских олимпијских игара 1952, где је Хјалмар Андерсен освојио 3 златне медаље.
Упркос малој надморској висини, Бислет је у више наврата пружио лед високог квалитета, што је резултирало постављањем 10 појединачних и 5 свјетских рекорда.
Године 1963. Кнут Јоханесен оборио је 8 година стар светски рекорд Бориса Шилова на 5.000 м с временом 7:37,8. Јонy Нилсон побољшао је рекорд за око 4 секунде за време Светског првенства 1965. Фред Антон Мајер поставио је светски рекорд на 10.000 м, 1966. и 1968. Стен Стенсен је клизао у времену 14:50,31 на Европском првенству 1976, а Томас Густафсон с временом 14:23,59 поставо је светски рекорд 1982.
Европско првенство 1986. било је посљедње велико такмичење у брзом клизању на Бислету а производња леда заустављена је 2 године касније.

## Фудбал
Фудбал се играо на Бислету од првих дана, а прва међународна утакмица одиграна је 1913. између Норвешке и Шведске. У то време није било трибина, а утакмица је ипак привукла око 10.000. гледалаца. Сусрет је завршен резултатом 1:1.

## Рагби
Норвешка рагби репрезентација своје утакмице повремено игра на Бислету.

## Рагби лига
Финале Нордијског купа у рагби лиги између Норвешке и Данске одржано је на овом стадиону у аугусту 2012.